# M-87 Orkan
M-87 Orkan je samohodni višecijevni lanser raketa čiji je razvoj započeo 1980. godine kao zajednički projekt Jugoslavije i Iraka. Ispitivanja prototipova završena su do 1985. godine, a dvije godine kasnije prvi lanseri su isporučeni JNA.
Sustav je namijenjen za vatrenu podršku jedinica ranga korpusa i armije. Djelotvoran je protiv žive sile, oklopnih vozila, a može se koristiti i za protuoklopno zaprečavanje.

## Opis
Lanser je postavljen na šasiju kamiona FAP 3232 BDS/A, konfiguracije 8x8. Vozilo ima masu 15.000 kg, dok je borbena masa 32.000 kg. Za pogon se koristi dizelski motor snage 235 kW, s direktnim ubrizgavanjem. Pokretljivost izvan uređenih cesta je poboljšana ugradnjom sustava za središnju regulaciju tlaka u pneumaticima. Petočlana posada smiještena je u klimatiziranoj kabini u prednjem dijelu vozila, a na zadnju platformu je postavljen 12-cijevni lanser. Polje djelovanja lansera po pravcu je 220°, a po elevaciji od -0,5° (+22° iznad kabine vozila) do +56°. Prije gađanja spuštaju se četiri stope radi isključivanja sustava za oslanjanje vozila, a poseban sustav zatim vrši nivelaciju (dovođenje u vodoravni položaj) platforme s lanserom. Upravljanje svim sustava je daljinsko i posada ne mora napuštati kabinu vozila prilikom gađanja.

### Projektili
Raketa R-262 M87 Orkan je razvijena u dvije inačice:
- s kazetnom bojnom glavom i s
- kazetnom bojnom glavom s protutenkovskim minama.

U kazetnoj bojnoj glavi s bombama nalazi se 288 kumulativno-komadnih bomba koje na visini 800 do 1000 m izbacuje pirotehničko punjenje. Površina razbacivanja punjenja je oko 2 hektara, a radijus ubojnog djelovanja svake je 10 m. Kalibar bombe je 40 mm, probojnost 60 mm pancirnog čelika, a masa 245 grama.
Kazetna bojna glava s protuoklopnim minama sastoji se od 8 čeličnih kontejnera s ukupno 24 mine. Pad kontejnera usporava padobran, a nakon 2,5 sekunde iz kontejnera se izbacuju mine koje padaju stabilizirane uz pomoć četiri krilca. Kalibar mine je 105 mm, masa 1,8 kg, probojnost 40 mm. Upaljač je nekontaktni - reagira na promijenu magnetskog polja, a mina se samouništava nakon 24 sata.
Domet rakete regulira se promijenom elevacije lansera i aktiviranjem zračnih kočnica na raketi. Minimalni domet je 5 km, a maksimalni 50 km. Rakete se ispaljuju pojedinačno ili rafalno s intervalom od 2, 3 ili 4 sekunde.
Suvremeni sustav za upravljanje vatrom osigurava automatizirano izračunavanje i zauzimanje elemenata za gađanje. Dijelovi SUV-a nalaze se na lansirnim vozilima, zapovjednom vozilu bitnice, topografskom, osmatračkom i meteorološkom vozilu. Podatci se između vozila razmijenjuju automatizirano - radio ili kabelskom vezom.
U sastavu bitnice sustava Orkan nalaze se i vozila za prijevoz i pretovar raketa. Na vozilu se nalaze 24 rakete i dizalica uz pomoć koje dvočlana posada može za 30 minuta utovariti ili istovariti sve rakete. 
Lansirna vozila sustava M87 Orkan naoružana su i protuavionskim mitraljezom kalibra 12,7 mm postavljenim na krov kabine. Za maskiranje se koriste četiri bacača dimnih kutija postavljena na prednjem braniku. 

## Operativna uporaba
Orkan je za bivšu JNA proizveden u malom broju, a raspadom SFRJ proizvodnja je okončana. Tijekom Domovinskog rata, istaknuto je djelovanje Orkana pobunjenih Srba na civilne ciljeve u Zagrebu. Raketiranje je naredio Milan Martić kao osvetu za ranije izvedenu operaciju Bljesak.
U SR Jugoslaviji je razvijena inačica Orkan-2 s četiri lansirne cijevi 262 mm postavljene na lansirno vozilo raketnog sustava Luna-M (FROG-7), koja je nuđena za izvoz kao program modernizacije sustava Luna-M.

## Korisnici
- Bosna i Hercegovina-(5)
- Hrvatska-(2)
- Srbija-4
- Gruzija-?

## Taktično-tehničke karakteristike
- Kalibar: 262 mm
- Broj lansirnih cijevi: 12
- Posada: 5
- Borbena masa lansirnog vozila: 32000 kg
- Dužina vozila u hodnom položaju: 9 m
- Širina vozila u hodnom položaju: 2,64 m
- Visina vozila: 3,84 m
- Maksimalna brzina: 80 km/h
- Radijus kretanja: 600 km
- Masa rakete s bombicama: 389,7 kg
- Masa rakete s minama: 382,2 kg
- Polje djelovanja po pravcu: 220°
- Polje djelovanja po elevaciji: -0,5° do + 65°
- Površina razbacivanja bombica: oko 2 ha
- Površina razbacivanja mina: oko 4 ha
- Vjerojatno skretanje po pravcu na maksimalnom dometu: 300 m
- Vjerojatno skretanje po daljini na maksimalnom dometu: 220 m
- Domet: 5 - 50 km
- Temperaturni ospeg uporabe: -30 do +54 °C

## Vanjske poveznice
- (sr) M87 Orkan